# 枝切り酵素
枝切り酵素（debranching enzyme)は、澱粉やグリコーゲンのα-1,6グルコシド結合を加水分解し、直鎖状のアミロースを生成する酵素の総称。
この中にイソアミラーゼやプルラナーゼ、α-1,6グルコシダーゼ、R-酵素等が含まれる。枝切りアミロース、デブランチングエンザイムとも呼ばれる。

## 産業小史
- 1973年、A.E.ステイラー社が澱粉液化液にグルコアミラーゼとα-1,6グルコシダーゼを用いて糖化を行うと、グルコースのブドウ糖収量がアップすることを発表。
- 1978年、天野製薬(現・天野エンザイム)がBacillus sectramas起源のプルラナーゼを開発。
- 1979年、通産省工業技術院発酵研究所(現・産業技術総合研究所)の高崎義幸が、Bacillus sectramas由来のα-1,6グルコシダーゼを澱粉糖化時にグルコアミラーゼと共存させると、ブドウ糖の収率が上がることを発表。
- 1981年、林原（現・ナガセヴィータ）がグルコアミラーゼによる澱粉糖化時にイソアミラーゼを併用し、ブドウ糖収率が上がることを発表。
- 1981年、ノボインダストリージャパンが性質を向上させたプルラナーゼを開発したと発表。Bacillus acidopulluliticus由来、商品名「ノボザイム」。
- 1992年、天野製薬が耐熱性・耐酸性の向上したプルラナーゼを開発。バチルス属由来、商品名「シルバーラーゼ」(グルコアミラーゼとの混合品)。
- 1992年、ナガセ生化学工業(現・ナガセケムテックス)がBacillus circulans由来のプルラナーゼを開発。
- 1995年、大和化成がBacillus brevis由来の枝切り酵素を開発。
- ソルベイ社(ジェネンコア社、現・ダニスコ社)が、組換え菌によるプルラナーゼを開発。Bacillus deramificansの産生するプルラナーゼの遺伝子をBacillus licheniformisに導入。2001年に日本国内で発売開始[2]。